# 刘亦菲
刘亦菲（Crystal Liu，1987年8月25日—），美籍女演员、歌手。湖北武汉人，后随母亲移居美國紐約，毕业于北京电影学院表演系2002级本科班，2002年，主演电视剧《金粉世家》进入演艺圈。之后几年相继饰演《天龙八部》王语嫣、《神雕侠侣》小龙女等角色。2005年签约唱片公司进军歌坛，2008年凭借好莱坞电影《功夫之王》亮相国际银幕，2012年主演电影《铜雀台》，斩获第5届澳门国际电影节金莲花奖最佳女主角，2017年从迪士尼《花木兰》真人版电影试镜中脱颖而出，成为花木兰飾演者。

## 个人生活

### 家庭
刘亦菲祖籍河北饶阳，生于湖北省武汉市。父亲安少康出身干部家庭，祖父母孔钧（原名宋保站）和安蕴淑都是河北的南下干部（分别来自河北饶阳和安平），分别担任武汉医学院（现华中科技大学同济医学院）党委副书记和第二附属医院（现武汉同济医院）党委书记。安少康是武汉大学外语学院法文系教授，曾担任中華人民共和国驻法国大使馆教育处一等秘书、巴黎第七大学“孔子学院”院长；母亲是黑龙江哈尔滨人，原武汉歌舞剧院的舞蹈演员，后与安少康离婚，携刘亦菲于1997年赴美与华人律师结婚，遂取得美国国籍。

### 早年经历
刘亦菲出生时随父姓，原名“安风”，4岁时父母离异由母撫養，隨母姓並由外祖母改为現名。劉亦菲於1994年畢業於武漢市直屬機關健康幼兒園。她自稱3歲時由于一本滿是好萊塢電影海報的挂曆而萌生了做演員的想法。由于经常观看母亲演出的缘故，刘亦菲从小便接受艺术的熏陶，并显露出了做明星的潜质，她在中南商都第二届“童花杯”童装模特大奖赛中获得冠军。
1997年，在刘亦菲10岁时，她从武汉鄱阳街小学退学，随母亲移民美国纽约生活。之后讀完小學，她在纽约道格拉斯顿邻近的 Louis Pasteur Middle School 就读初中，繼而於 Francis Lewis High School 完成高中學業。
2002年年初返回中国，通过英语及专业考试被北京电影学院正式录取。

### 感情
2015年8月5日，宋承宪承认与刘亦菲开始交往，刘亦菲同日稍后亦通过社交媒体承认恋情。2018年双方分手。

## 演艺事业

### 主演电视剧
2002年，刘亦菲因所拍地产广告获得《金粉世家》制片人游建鸣的青睐，从而被选中出演剧中白秀珠一角。刘亦菲在同年6月29日开始拍摄白秀珠戏份。时隔一月，又在游建鸣的引荐下，於张纪中版《天龙八部》中，饰演“神仙姐姐”王语嫣，此時的刘亦菲年僅15歲。
2003年，随着两部电视剧的相继热播，刘亦菲在影视圈迅速蹿红。她凭借出众的容貌和气质收获大量人气。期间她还初涉影坛，接拍了两部台湾小清新爱情片《五月之恋》和《喜欢你喜欢我》。
2005年初，根据同名游戏改编的电视剧《仙剑奇侠传》热播，由刘亦菲扮演的赵灵儿一角，因清新纯淨的气质成为了剧中亮点；同年8月25日，与日本索尼音乐娱乐签约，正式进军歌坛。之后她在为期一年的时间里接受了声乐、舞蹈等各方面的培训。
2006年3月，由她和黄晓明主演的张纪中版《神雕侠侣》在播出后引发收视热潮。作为金庸“钦点”的小龙女扮演者，其在剧中塑造的形象无论是外形还是气质均与原著符合地恰到好处，这让接拍之初对她的质疑声趨緩。刘亦菲也凭借这部作品红遍全国，甚至在日本等海外地区也累积了极高的人气；7月19日，首张日语单曲《深夜之门》（真夜中のドア）在日本推出，之后又分别发行同名国语专辑《刘亦菲》和日语专辑《All My Words》。该专辑在中国大陆取得60万张的销售成绩。

### 进军大银幕
2007年之后她将工作重心转移到电影事业。
2008年3月，因得益于东方面孔和流利的英语，刘亦菲与美国著名经纪公司威廉·莫里斯签约，成为章子怡的师妹。同年4月，《功夫之王》上映后票房大卖，刘亦菲凭此获得各大媒体的广泛关注。
2009年4月，在由腾讯网发起的“80后新生代娱乐大明星”评选活动中，评为大陆新“四小花旦”之一。另外在福布斯当年公布的“中国百大名人权力榜”中，刘亦菲名列第43位，连续第五年上榜。
2010年2月，刘亦菲回归影坛，加盟王力宏自导自演的电影《恋爱通告》。随后她又在新版《倩女幽魂》中演绎聂小倩，该片上映后票房近1.5亿元人民币，刘亦菲也借此正式重回影迷的视线。她还在2011年底上映的古装电影《鸿门宴》中出演了虞姬一角。
2012年7月20日，刘亦菲在公映的武侠电影《四大名捕》中突破性出演女神捕无情；9月，主演的古装电影《铜雀台》公映，因在片中的出色表现刘亦菲斩获第五届澳门国际电影节金莲花奖最佳女主角。
2015年1月，刘亦菲在由旅法导演戴思杰执导的电影中《夜孔雀》饰演女主角艾尔莎，该电影隔年入围国际五大电影节之一的蒙特利尔国际电影节主竞赛单元，刘亦菲出席闭幕式担任颁奖嘉宾，同时电影节主席Serge Losique亦邀请她于隔年的电影节进行个人影片展映；4月3日，搭档尼古拉斯·凯奇主演的好莱坞动作电影《白幽灵传奇之绝命逃亡》在中国内地公映，饰演一位东方公主赵莲；9月25日，与韩国导演李宰汉合作的爱情电影《第三种爱情》上映，刘亦菲凭借的饰演高冷律师邹雨获得第十六届华语电影传媒盛典最受瞩目女演员奖。
2015年11月，执导电影《烽火芳菲》的丹麦导演奥古斯特——在看了许多刘亦菲的电影作品之后，决定找她饰演该部电影女主角英。电影被选为第20届上海国际电影节开幕影片，同时入围主竞赛单元，是刘亦菲第二部入围国际电影制片人协会认可竞赛型非专门类电影节主竞赛单元的电影作品。
2016年7月8日，主演电影《致青春·原来你还在这里》上映，刘亦菲因此获得第13届广州大学生电影节最受欢迎女演员奖；8月，刘亦菲主演电影《二代妖精之今生有幸》。
2017年8月3日，刘亦菲主演电影《三生三世十里桃花》上映，她因此提名第九届澳门国际电影节最佳女主角。
2017年11月30日，迪士尼官方正式宣布：刘亦菲从来自全球五大洲将近一千名的试镜者中脱颖而出，将出演电影《花木兰》中的传奇巾帼英雄花木蘭。修例风波期间，劉亦菲发文支持香港警察，其主演电影《花木兰》被反对香港警察的民众抵制。
2020年9月11日，刘亦菲与妮基·卡罗导演合作的迪士尼真人版剧情电影《花木兰》上映，她在片中饰演英勇无畏的花木兰。刘亦菲则凭借在该片中的表现获得第46届美国电影土星奖最佳女主角；此外，刘亦菲还为该片献唱了中文主题曲《自己》及迪士尼+英文版主题曲《reflection》。

### 回歸電視圈
2017年12月19日，电视剧《南烟斋笔录》官方微博宣布刘亦菲将出演女主角陆曼笙。该剧是刘亦菲继2005年4月《神雕侠侣》杀青后再次参与拍摄的电视剧。
2022年6月2日，根据关汉卿的元曲代表作改编的女性古装励志剧《梦华录》在腾讯视频播出，刘亦菲在剧中饰演了女主角赵盼儿。该剧播放量突破57亿，并作为唯一一部古装剧被中国国家版本馆收入馆藏，而刘亦菲也凭借此剧获得第13届澳门国际电视节最佳女主角奖。
2023年1月3日，刘亦菲领衔主演的田园生活治愈剧《去有风的地方》开播，刘亦菲在剧中饰演女主角许红豆，该剧引发了去云南大理旅游的热潮，大理政府甚至專門給《去有風的地方》劇組發了非常正式的感謝信，信中提及劇集本身“成爲大理最好的旅遊宣傳片”，也表示“爲大理文化旅遊市場復甦注入了強勁動力”。同时她还凭借在该剧中的表演获得获得第14届澳门国际电视节“金莲花”最佳女主角奖，而这也是刘亦菲第三次获金莲花奖；11月24日，迪士尼动画片《星愿》在中国大陆上映，刘亦菲为片中聪慧、勇敢的女主角亚莎进行中文配音 。
2024年6月8日起，领衔主演由汪俊执导的都市情感剧《玫瑰的故事》在CCTV8及腾讯视频播出，该剧改编自亦舒的同名小说，刘亦菲饰演女主角黄亦玫；以黃亦玫圍繞事業、愛情、家庭的一生，跨度20年，探討當下社會女性如何實現自我價值等議題，6月8日在央視首播後獲得社會反響，以真實情感打動人的視角，也帶火了拍攝地北京的新風貌。6月28日，获得第29届上海电视节“白玉兰绽放” 中国电视节目海外推广大使”称号。

## 影视作品

### 电影
| 上映日期       | 片名                      | 角色              | 性质   |
| 2004年7月16日  | 《五月之恋》              | 赵瑄              | 女主角 |
| 2004年10月9日  | 《恋爱大赢家》            | 金巧莉            | 女主角 |
| 2006年1月31日  | 《阿宝的故事》            | 茜茜              | 客串   |
| 2008年4月18日  | 《功夫之王》              | 金燕子/唐人街女孩 | 女主角 |
| 2010年8月12日  | 《恋爱通告》              | 宋晓青            | 女主角 |
| 2011年4月19日  | 《倩女幽魂》              | 聂小倩            | 女主角 |
| 2011年11月29日 | 《鸿门宴传奇》            | 虞姬              | 女主角 |
| 2012年7月12日  | 《四大名捕》              | 无情（盛崖余）    | 女主角 |
| 2012年9月26日  | 《铜雀台》                | 灵雎/貂蝉         | 女主角 |
| 2013年12月6日  | 《四大名捕II》            | 无情（盛崖余）    | 女主角 |
| 2014年8月22日  | 《四大名捕大结局》        | 无情（盛崖余）    | 女主角 |
| 2014年11月7日  | 《露水红颜》              | 邢露              | 女主角 |
| 2015年4月3日   | 《白幽灵传奇之绝命逃亡》  | 赵莲              | 女主角 |
| 2015年9月25日  | 《第三种爱情》            | 邹雨              | 女主角 |
| 2016年5月20日  | 《夜孔雀》                | 艾尔莎            | 女主角 |
| 2016年7月8日   | 《致青春·原来你还在这里》 | 苏韵锦            | 女主角 |
| 2017年8月3日   | 《三生三世十里桃花》      | 白淺              | 女主角 |
| 2017年11月10日 | 《烽火芳菲》              | 英子              | 女主角 |
| 2017年12月29日 | 《二代妖精之今生有幸》    | 白纤楚            | 女主角 |
| 2020年9月4日   | 《花木兰》                | 花木兰            | 女主角 |
| 待拍摄         | 《Silent Friend》         | 艾琳娜张          | 女主角 |

### 电视剧
| 首播年度 | 剧名             | 角色           | 性质   |
| 2003年   | 《金粉世家》     | 白秀珠         | 女二号 |
| 2003年   | 《天龙八部》     | 王语嫣         | 女主角 |
| 2005年   | 《仙剑奇侠传》   | 赵灵儿         | 女主角 |
| 2005年   | 《豆蔻年华》     | 小赵老师       | 客串   |
| 2006年   | 《神雕侠侣》     | 小龙女         | 女主角 |
| 2022年   | 《梦华录》       | 赵盼儿         | 女主角 |
| 2023年   | 《去有风的地方》 | 許紅豆         | 女主角 |
| 2024年   | 《玫瑰的故事》   | 黃亦玫         | 女主角 |
| 待播     | 《一曲三笙》     | 陸曼笙、夜摩羅 | 女主角 |

## 音乐作品

### 音乐唱片
| 专辑资讯 | 曲目 |
| - 专辑名称：《深夜之门》 - 发行日期：2006年7月19日 - 唱片公司：日本索尼音乐 - 专辑类型：日语EP - 收录歌曲：4首       | 1. 真夜中のドア 2. Brightly 3. 真夜中のドア（伴奏） 4. Brightly（伴奏） |
| - 专辑名称：《刘亦菲》 - 发行日期：2006年8月31日 - 唱片公司：日本索尼音乐 - 专辑类型：国语专辑 - 收录歌曲：10首      | 1. 泡芙女孩 2. 就要我滋味 3. 心悸 4. 幸运草 5. 放飞美丽 6. 世界的秘密 7. 一克拉的眼泪 8. 做你的秒钟 9. 毛毛雨 10. 爱的延长赛                                                                                                |
| - 专辑名称：《All My Words》 - 发行日期：2006年9月6日 - 唱片公司：日本索尼音乐 - 专辑类型：日语专辑 - 收录歌曲：12首 | 1. 真夜中のドア 2. 恋する周末 3. Happiness 4. 爱のミナモト 5. どこまでも ひろがる空に向かって 6. テノヒラノカナタ 7. My sunshiny day 8. 世界の秘密 9. Close to me 10. 月の夜 11. スピード 12. Pieces of my words ～言の花～ |

### 其他歌曲
| 年份   | 歌名                 | 备注                                | 合唱               |
| 2011年 | 《兰若词》           | 网络游戏《倩女幽魂Online》主题曲    | 独唱               |
| 2011年 | 《楚歌》             | 电影《鸿门宴传奇》插曲              | 冯绍峰             |
| 2012年 | 《梦不死》           | 电影《四大名捕》主题曲              | 邓超/郑中基/邹兆龙 |
| 2012年 | 《等雪来》           | 电影《铜雀台》主题曲                | 独唱               |
| 2013年 | 《放下》             | 电影《四大名捕II》片尾曲            | 独唱               |
| 2016年 | 《还在这里》         | 电影《致青春·原来你还在这里》主题曲 | 王铮亮             |
| 2017年 | 《三生三世十里桃花》 | 电影《三生三世十里桃花》同名主题曲  | 杨洋               |
| 2020年 | 《自己》             | 电影《花木蘭》主题曲                | 獨唱               |

注：以上为未收录到个人唱片中的歌曲。 

### 参演MV
| 年份   | 歌名                 | 歌手          | 备注                             |
| 2006年 | 《我还在等你》       | 林志颖        | 林志颖专辑《挡不住我》中歌曲     |
| 2006年 | 《泡芙女孩》         | 刘亦菲        | 首张同名国语专辑《刘亦菲》中歌曲 |
| 2006年 | 《就要我滋味》       | 刘亦菲        | 首张同名国语专辑《刘亦菲》中歌曲 |
| 2006年 | 《心悸》             | 刘亦菲        | 首张同名国语专辑《刘亦菲》中歌曲 |
| 2006年 | 《放飞美丽》         | 刘亦菲        | 首张同名国语专辑《刘亦菲》中歌曲 |
| 2008年 | 《承诺》             | 群星          | 汶川大地震赈灾歌曲               |
| 2008年 | 《家园》             | 群星          | 汶川大地震赈灾歌曲               |
| 2012年 | 《北京祝福你》       | 群星          | 2012年伦敦奥运会歌曲             |
| 2013年 | 《你怎么舍得伤害我》 | 许茹芸/梁咏琪 | 关爱生命微电影主题曲             |

## 所获荣誉

### 电影奖项
| 年份 | 日期     | 届次   | 典礼活动                | 奖项及荣誉                         | 电影                  | 结果       | 来源   |
| ---- | -------- | ------ | ----------------------- | ---------------------------------- | --------------------- | ---------- | ------ |
| 2012 | 3月18日  | 第24届 | 香港专业电影摄影师学会  | 专业电影摄影师眼中最具魅力女演员奖 | 倩女幽魂              | 獲獎       | [ 65 ] |
| 2013 | 12月23日 | 第5届  | 澳门国际电影节          | 最佳女主角                         | 铜雀台                | 獲獎       | [ 7 ]  |
| 2016 | 9月5日   | 第40届 | 蒙特娄国际影展          | 最佳女演员                         | 夜孔雀                | 入圍短名單 | [ 66 ] |
| 2016 | 11月3日  | 第1届  | 金色银幕奖              | 最佳女主角                         | 夜孔雀                | 提名       | [ 67 ] |
| 2016 | 11月18日 | 第16届 | 华语电影传媒大奖        | 最受瞩目女演员                     | 第三种爱情            | 獲獎       | [ 44 ] |
| 2016 | 12月15日 | 第13届 | 广州大学生电影节        | 最受大学生欢迎女演员               | 夜孔雀                | 获奖       | [ 51 ] |
| 2016 | 12月15日 | 第13届 | 广州大学生电影节        | 最受大学生欢迎女演员               | 致青春·原来你还在这里 | 获奖       | [ 51 ] |
| 2017 | 6月25日  | 第20届 | 上海国际电影节          | 最佳女演员                         | 烽火芳菲              | 入圍短名單 | [ 68 ] |
| 2017 | 10月26日 | 第2届  | 东京电影节·中国电影周   | 最佳女主角                         | 三生三世十里桃花      | 獲獎       | [ 69 ] |
| 2017 | 12月29日 | 第9届  | 澳门国际电影节          | 最佳女主角                         | 三生三世十里桃花      | 提名       | [ 55 ] |
| 2020 | 12月27日 | 2020   | Digital Spy英国读者大奖 | 最佳女演员                         | 花木兰                | 獲獎       | [ 70 ] |
| 2021 | 1月10日  | 第1届  | 評論家選擇超級獎        | 最佳動作影片女演員                 | 花木兰                | 提名       | [ 71 ] |
| 2021 | 1月10日  | 第46屆 | 土星獎                  | 最佳電影女主角                     | 花木兰                | 提名       | [ 72 ] |

### 电视奖项
| 年份 | 日期     | 届次   | 典礼活动                 | 奖项及荣誉               | 电视剧       | 结果 | 来源                                                             |
| ---- | -------- | ------ | ------------------------ | ------------------------ | ------------ | ---- | ---------------------------------------------------------------- |
| 2022 | 12月16日 | 第35届 | 華鼎獎                   | 華語百強電視劇最佳女主角 | 梦华录       | 提名 |                                                                  |
| 2022 | 12月21日 | 第13届 | 澳门国际电视节           | 最佳女主角               | 梦华录       | 獲獎 | [ 73 ]                                                           |
| 2023 | 3月31日  | 第3届  | 新時代國際電視節斑彩螺獎 | 新時代最佳古裝女演員     | 梦华录       | 獲獎 |                                                                  |
| 2023 | 6月28日  | 第18届 | 首尔国际电视节           | 最佳女主角               | 梦华录       | 提名 |                                                                  |
| 2023 | 9月1日   | 第1届  | 四川国际电视节金熊猫奖   | 最佳女主角               | 梦华录       | 提名 |                                                                  |
| 2023 | 12月28日 | 第14届 | 澳门国际电视节           | 最佳女主角               | 去有风的地方 | 獲獎 | [ 74 ]                                                           |
| 2024 | 2月10日  | 第2届  | 中国电视剧年度盛典       | 年度女演员               | 去有风的地方 | 提名 |                                                                  |
| 2024 | 11月05日 | 2024年 | 微博視界大會             | 年度演員                 | 玫瑰的故事   | 獲獎 | [ 75 ]                                                           |
| 2025 | 1月13日  | 第3届  | 中国电视剧年度盛典       | 年度女演員               | 玫瑰的故事   | 獲獎 |                                                                  |
| 2025 | 4月27日  | 第7届  | 中国电视剧导演大会       | 年度女演員               | 玫瑰的故事   | 獲獎 | https://www.bl.gov.cn/art/2025/4/29/art_1229044479_59096654.html |
| 2025 | 6月27日  | 第30届 | 上海电视节白玉兰奖       | 最佳女主角               | 玫瑰的故事   | 提名 | [ 76 ]                                                           |